# Quini
Enrique Castro González, dit Quini (né le 23 septembre 1949 à Oviedo dans les Asturies et mort le 27 février 2018 à Gijón), est un footballeur international espagnol qui évoluait au poste d'attaquant.
Grand buteur durant sa carrière (219 buts inscrits dans le championnat d'Espagne), Quini est connu pour avoir remporté le Prix Don Balón de meilleur joueur espagnol en 1979, et terminé de nombreuses fois « Pichichi » (3 fois avec Gijón et 2 fois avec le Barça).

## Biographie

### Carrière de joueur
Fils d'ouvrier, Quini débute dans le football avec les modestes clubs de Don Bosco puis du Club Deportivo Ensidesa. En 1968, il rejoint le grand club de sa région natale du Real Sporting de Gijón, alors en seconde division nationale.
Le 28 octobre 1970, il dispute sa première sélection en équipe d'Espagne lors d'une victoire en amicale 2-1 face à la Grèce, à Saragosse.
Lors de sa première saison de Liga en 1970-71, il fait bonne impression en inscrivant 13 buts en 30 matchs. Il passe en tout douze saisons avec Gijón, terminant 5 fois Pichichi (meilleur buteur du championnat), notamment au cours de la saison 1979-80, année où son club finit 3e du championnat.
À Gijon, en plus de ses titres de meilleur buteur (trois en première division, deux en deuxième division) il aura remporté deux titres de champion de seconde division (1970 et 1977), atteint trois fois les demi-finales de la Coupe du roi et terminé vice-champion d'Espagne au cours de la saison 1978-79.
À l'été 1980, Quini rejoint les Catalans du FC Barcelone. Il garde sa grande forme puisqu'il inscrit 47 buts lors de ses deux premières saisons au Barça, inscrivant même un doublé lors du succès 3-1 contre son ancien club en finale de la Coupe du Roi 1980-81. La saison suivante, il remporte la Coupe d'Europe des vainqueurs de coupe en battant au Camp Nou les Belges du Standard de Liège. 
Lors de ses deux dernières saisons en blaugrana, il est moins souvent titulaire. Il inscrit tout de même le 3000e but du club en championnat lors d'un match sur le terrain du CD Castellón le 24 janvier 1982, et quitte le club en 1984 à l'âge de 35 ans.
Il tente une dernière aventure avant la retraite avec son club de toujours, le Sporting Gijón, avec qui il reste trois saisons. Le 14 juin 1987, il joue le dernier match de sa carrière contre le FC Barcelone.
Avec ses 409 buts inscrits en matchs officiels (club et sélection confondus), il est le 3e plus grand buteur espagnol de tous les temps derrière Isidro Lángara et Raúl. Il reste proche du club de Gijón après sa retraite de joueur.
Il fut aussi international espagnol (35 sélections, 8 buts) et a participé aux coupes du monde 1978 et 1982, ainsi qu'à l'Euro 1980.

### Enlèvement
En mars 1981, juste après un match capital pour le titre gagné 6-0 à domicile au Camp Nou contre Hércules Alicante (menant le Barça à 2 points du leader de l'Atlético Madrid qu'ils devaient rencontrer la semaine suivante), il fut enlevé par trois inconnus, enfermé dans le coffre d'une fourgonnette et retenu captif dans une cave pendant 25 jours avant d'être libéré par la police, massivement mobilisée sur l'affaire.
Les malfaiteurs réclamèrent une rançon de cent millions de pesetas, et demandèrent à négocier avec le joueur blaugrana José Ramón Alexanko, grand ami de Quini. L'affaire prend tout de suite une énorme ampleur et inquiète tout le staff de Barcelone :

« Il y avait une peur générale dans l'équipe, on était placés sous surveillance. La première semaine, on ne s'est quasiment pas entraînés, on attendait seulement des nouvelles de Quini. »

— Juan José Estella, milieu de terrain du Barça
Au bout de huit jours de captivité, le numéro 9 ne donne toujours pas de nouvelles et les négociations avec la police, qui a mis de nombreuses personnes sur écoute, n'avancent pas. De nombreux joueurs du Barça (comme Bernd Schuster) refusent de jouer avant que Quini ne soit retrouvé. Le FC Barcelone, désœuvré, joue tout de même mais perd deux matchs de suite, et donc anéantit toutes ses chances de remporter le titre. Finalement, les trois ravisseurs finissent par être arrêtés (Victor Manuel Diaz, Fernando Martin Pellejero et José Eduardo Sendino de leur noms, furent ensuite condamnés à 10 ans de prison), et Quini, détenu à Saragosse (au Calle Jerónimo Vicens, 13), délivré au bout de 25 jours.

### Mort
Quini est mort d’une crise cardiaque le 27 février 2018.

## Palmarès
| Sporting de Gijón - Championnat d'Espagne D2 : - Meilleur buteur : 1969-70 (24 buts) et 1976-77 (27 buts). - Championnat d'Espagne : - Meilleur buteur : 1973-74 (20 buts), 1975-76 (21 buts) et 1979-80 (24 buts). |  | FC Barcelone - Championnat d'Espagne : - Meilleur buteur : 1980-81 (20 buts) et 1981-82 (26 buts). - Coupe d'Espagne (2) : - Vainqueur : 1980-81 et 1982-83. - Coupe de la ligue (1) : - Vainqueur : 1982-83. - Supercoupe d'Espagne (1) : - Vainqueur : 1983. - Coupe d'Europe des vainqueurs de coupe (1) : - Vainqueur : 1981-82. |